# Abraha Kassa
Abraha Kassa född 15 juli 1953 är en eritreansk militär och brigadgeneral som har huvudansvaret för säkerheten för Isaias Afewerki, Eritreas president.